# Alain Couriol
Alain Couriol (París, 24 d'octubre de 1958) és un ex davanter de futbol francès, que va ser internacional 12 cops i va marcar 2 gols amb la selecció francesa, on va jugar la Copa del Món de 1982, on França va acabar en quart lloc.